# Bernardus Peeters
Bernardus Peeters OCSO (* 1968 in Heerlen) ist niederländischer römisch-katholischer Ordensgeistlicher, emeritierter Abt von Koningshoeven und Generalabt des Trappistenordens.

## Leben
Peeters trat 1986 in die Abtei Koningshoeven in Berkel-Enschot (Tilburg, Brabant) ein. 1991 legte er die feierliche Profess ab und empfing 1997 die Priesterweihe. 2005 wurde er zum Abt von Koningshoeven gewählt. Ab 2016 leitete er zusätzlich im Auftrag der Kongregation für die Ordensleute als Pater Immediat die Abtei Mariawald, bis sie 2018 geschlossen wurde. Seit 2017 war Peeters zudem Vorsitzender der Konferenz der niederländischen Ordensgemeinschaften.
Am 11. Februar 2022 wurde Peeters vom Generalkapitel seines Ordens in Assisi zum Generalabt gewählt. Er folgt in diesem Amt dem Iren Eamon Fitzgerald. Als Generalabt des Ordens der Zisterzienser der strengeren Observanz führt er den Ehrentitel Erzabt von Citeaux.

## Ehrungen und Auszeichnungen
- Orden von Oranien-Nassau (Ritter; 2013)[3]